# 枝幸郡
枝幸郡（日语：／ Esashi gun */?）為日本北海道宗谷綜合振興局的郡，位於宗谷綜合振興局東南部。
郡名來自阿伊努語的「e-sa-us-i」（海岬）。

## 轄區
轄區包含3町：
- 濱頓別町
- 中頓別町
- 枝幸町

## 沿革

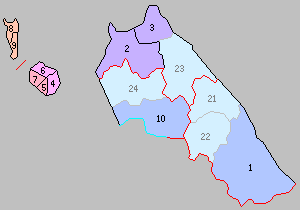
北海道一・二級町村制施行時枝幸郡下辖町村（1.枝幸村 水色：分立現存町村 21.頓别村 22.中頓别村）

- 1869年8月15日：北海道設置11國86郡，北見國枝幸郡成立。
- 1897年11月：北海道實施支廳制，北見國枝幸郡隸屬宗谷支廳之管轄，此時枝幸郡下轄枝幸村、禮文村、歌登村、頓別村。[1]（4村）
- 1909年4月1日：枝幸村、禮文村、歌登村、頓別村合併為枝幸村，並成為北海道二級村。（1村）
- 1916年4月1日：頓別村從枝幸村分村。（2村）
- 1921年4月1日：中頓別村從頓別村分村。（3村）
- 1923年4月1日：枝幸村成為北海道一級村。
- 1939年9月1日：歌登村從枝幸村分分村。（4村）
- 1943年6月1日：北海道一級・二級町村制廢止。頓別村、中頓別成為內務省指定村。
- 1946年10月5日：指定町村制廢止。
- 1947年10月1日：枝幸村改制為枝幸町。（1町3村）
- 1949年11月1日：中頓別村改制為中頓別町。（2町2村）
- 1951年11月1日：頓別村改制並改名為濱頓別町。（3町1村）
- 1962年1月1日：歌登村改制為歌登町。（4町）
- 2006年3月20日：枝幸町和歌登町合併為新設立的枝幸町。（3町）